# Volksstimme

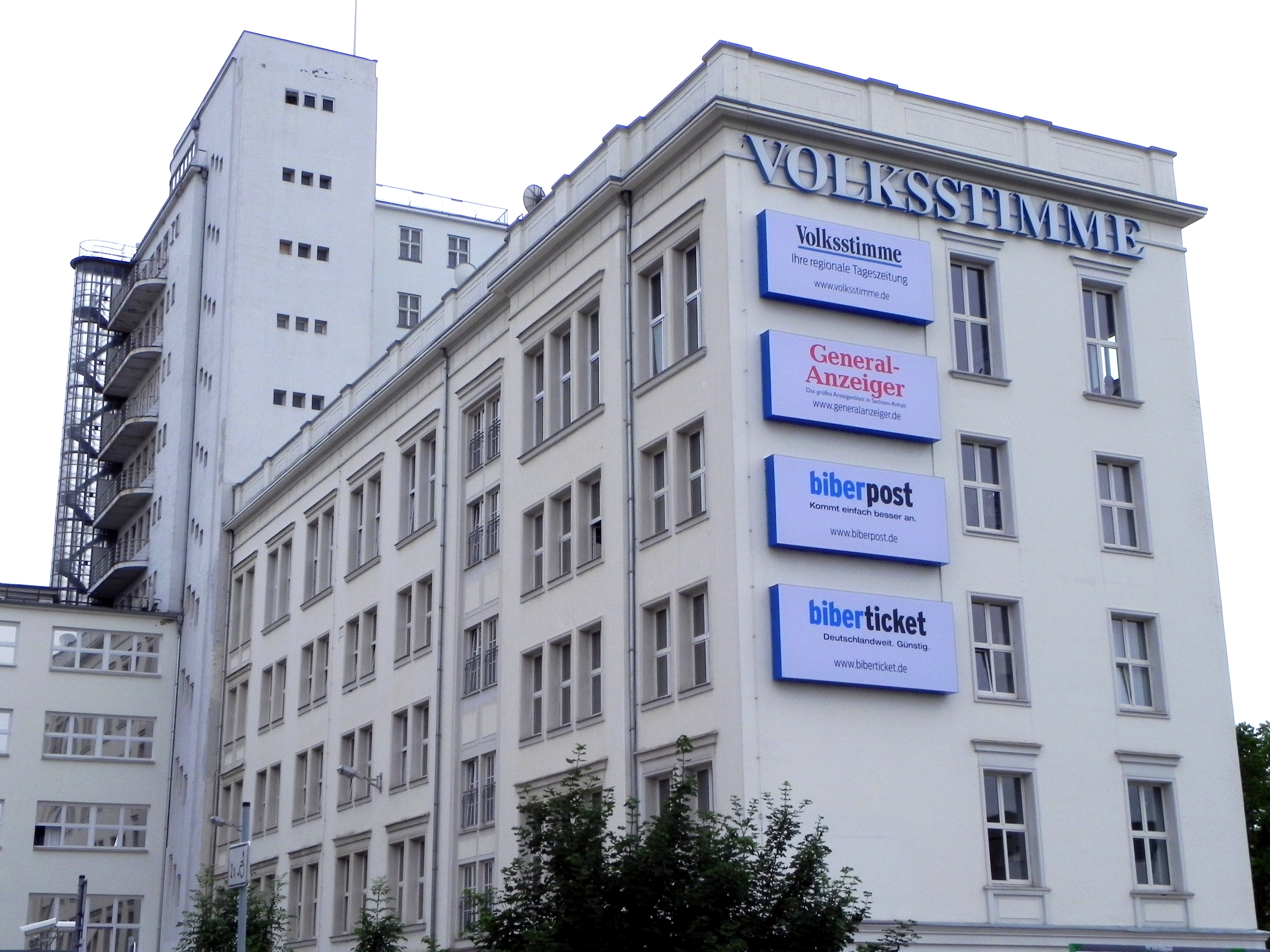
Das Geschäftshaus der Volksstimme in Magdeburg

Die Volksstimme ist eine Tageszeitung für das nördliche und mittlere Sachsen-Anhalt mit Stammsitz in Magdeburg. Sie orientiert sich in ihrem Verbreitungsgebiet an den Grenzen des ehemaligen Bezirkes Magdeburg. Im Süden Sachsen-Anhalts, auf dem Gebiet des ehemaligen Bezirkes Halle, erscheint die Mitteldeutsche Zeitung. In der Mitte Sachsen-Anhalts ist die Volksstimme als regional erscheinende Tageszeitung Monopolist. Lediglich in der Altmark hat sie mit der 1990 gegründeten Altmark Zeitung einen Wettbewerber.
Die Volksstimme wird verlegt von der Mitteldeutsche Verlags- und Druckhaus GmbH, die zur Bauer Media Group gehört. Der Bauer Media Group gehört seit Januar 2020 mit der Mitteldeutschen Zeitung auch die zweite große Tageszeitung aus Sachsen-Anhalt.
Die Zeitung erscheint werktäglich sechs Mal wöchentlich im Rheinischen Format. Bundesweit vertrieben und zitiert wird die Lokalausgabe der Landeshauptstadt, die Magdeburger Volksstimme, die im Untertitel einige Jahre den traditionsreichen Namen der ehemaligen bürgerlich-liberalen Magdeburgischen Zeitung weiterführte. Die verkaufte Auflage beträgt 123.607 Exemplare, ein Minus von 56,3 Prozent seit 1998.
Chefredakteur ist seit 24. Februar 2023 Marc Rath.

## Geschichte

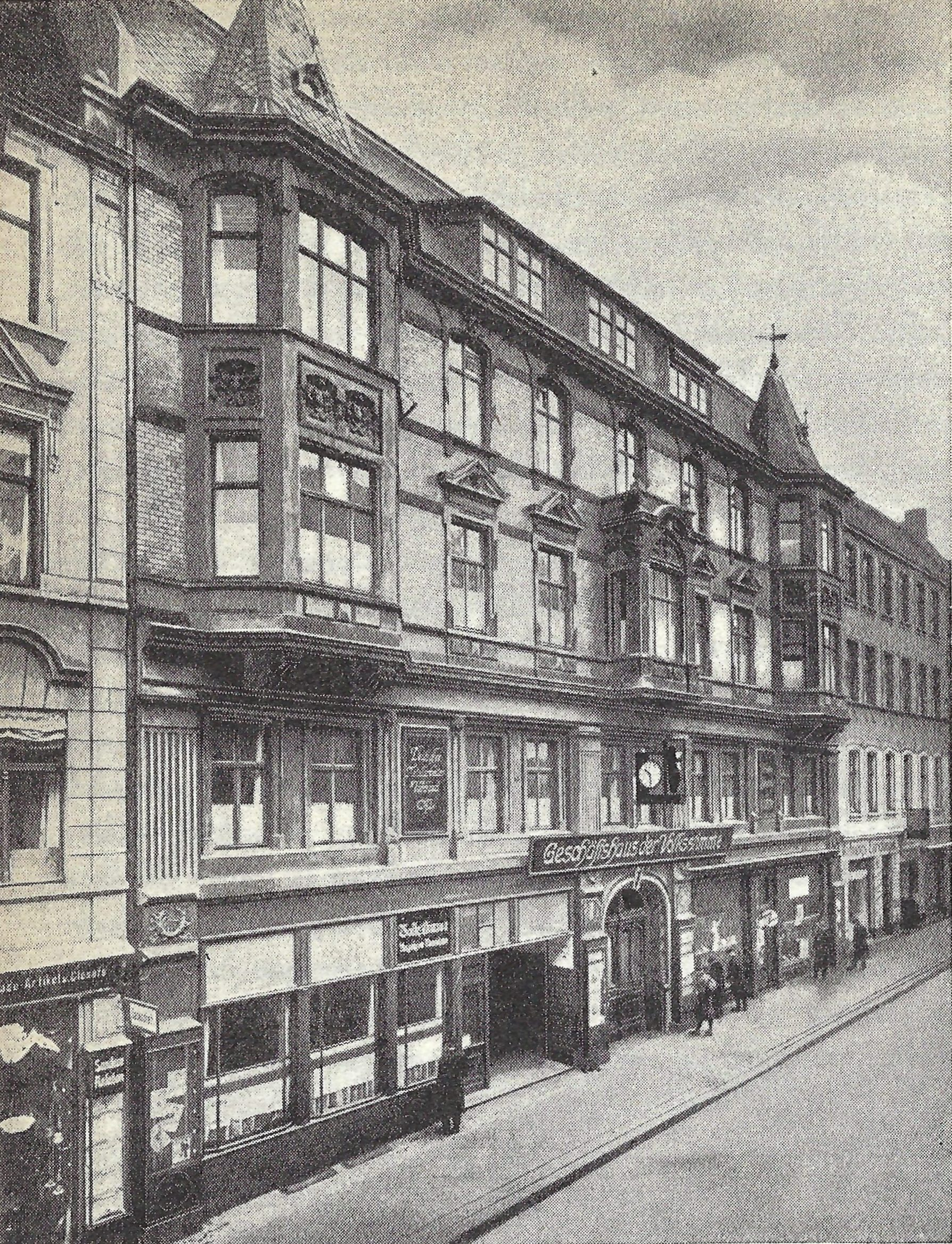
Geschäftshaus der Volksstimme in den 1920er Jahren

Die Volksstimme wurde am 1. Juli 1890 als sozialdemokratisch orientierte Tageszeitung gegründet und wurde Teil der politischen Auseinandersetzungen der Zeit. Alle Redakteure der Anfangszeit erhielten nach und nach Gefängnisstrafen. In der Zeitung erwähnte Personen wurden von der Polizei gebeten, Strafantrag wegen Beleidigung zu stellen. Inserenten wurden von der Polizei vernommen. Das öffentliche Auslegen von Verkaufsexemplaren in Cafés und ähnlichem war verboten. Von Ende November 1897 bis Mitte Januar 1898 wurden die Schaufenster der Buchhandlung der Zeitung von zwei Polizisten bewacht, um Leute vom Betrachten abzuhalten. Häufig wurden Bücher, Bilder oder Zeitschriften beschlagnahmt. Gegen den Redakteur August Müller wurden einmal innerhalb von fünfeinhalb Monaten 26 Anklagen erhoben. Wegen Majestätsbeleidigung wurde Müller einmal zu vier Jahren Haft verurteilt, obwohl er zum fraglichen Zeitpunkt im Urlaub war. Das Urteil wurde dann aufgehoben, nachdem er zweieinhalb Monate verbüßt hatte. Statt ihm wurde Albert Schmidt zu drei Jahren verurteilt, die er auch komplett verbüßte. Er nahm sich später das Leben. 1910 zog die Volksstimme Bilanz und gab an, dass in den 20 Jahren des Bestehens der Zeitung insgesamt Haftstrafen von etwa 14 Jahren gegen ihre Redakteure verhängt worden waren. Hinzu kamen Geldstrafen und Kosten in einem fünfstelligen Bereich. Bei der Gründung der Zeitung hatte, mit den Redakteuren Hans Müller und Paul Kampffmeyer, die Strömung der Jungen in der Sozialdemokratie, die dem Parlamentarismus ablehnend gegenüber standen, einen großen Einfluss. August Bebel trat dem mit einem persönlichen Auftritt in Magdeburg entgegen, im Ergebnis legten die beiden im August 1890 die Redaktionsführung nieder. 1890 beschäftigte die Volksstimme 14 Personen.

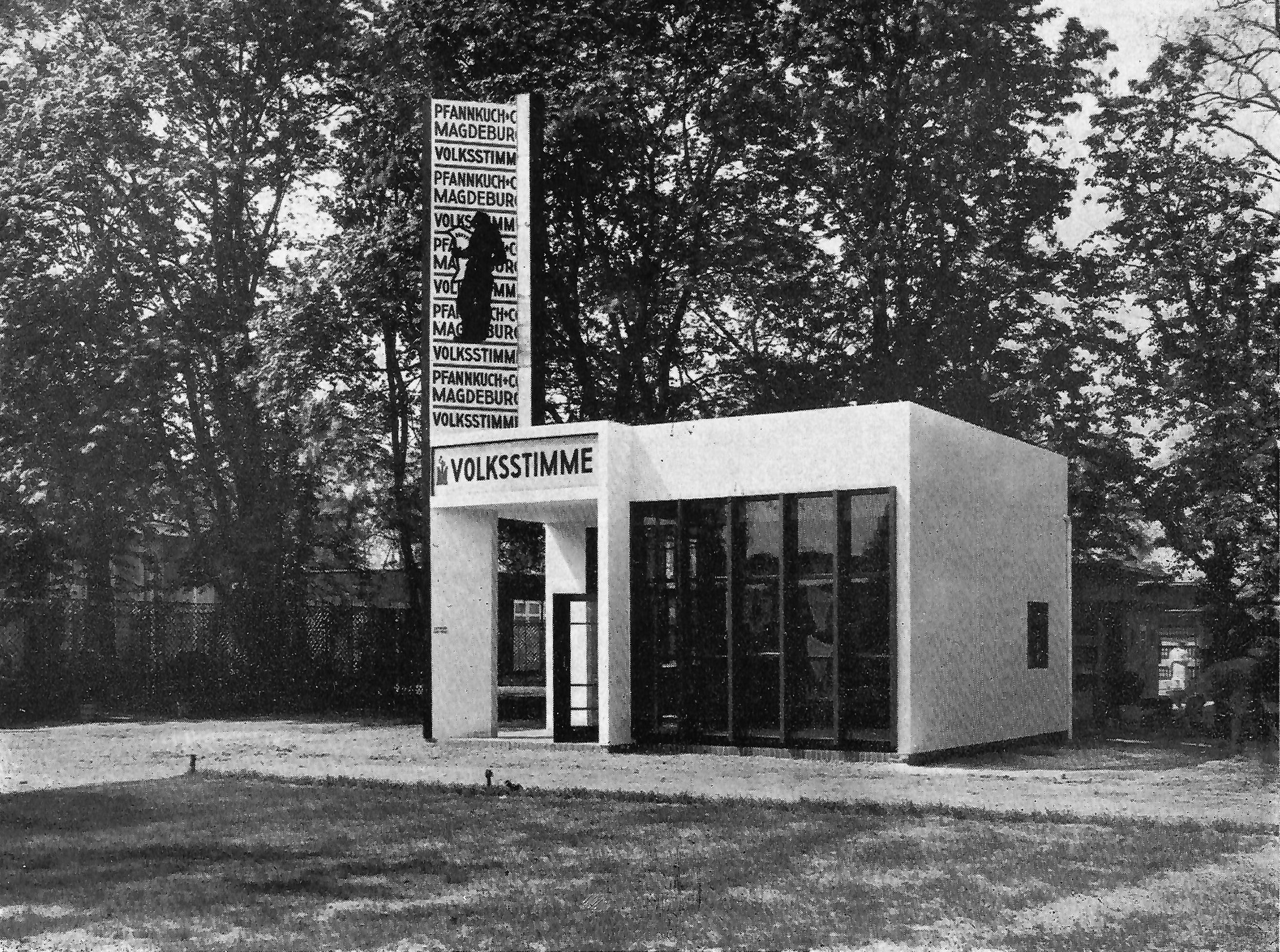
Stand auf der Deutschen Theaterausstellung 1927

Am 1. Januar 1902 wurde die in Halberstadt erscheinende, ebenfalls 1890 gegründete Volkszeitung mit der Volksstimme verschmolzen. Die Volksstimme erreichte vor dem Ersten Weltkrieg eine Auflage von 34.000 Exemplaren. Chefredakteur war Paul Bader. In den 1920er Jahren stieg die Auflage auf 40.000. Zur Zeitung gehörte eine eigene Druckerei sowie eine Buchhandlung und ein Verlag. Es wurden 250 Personen beschäftigt.
1933 wurde die Volksstimme von den Nationalsozialisten verboten. Ab August 1947 wurde sie als Zeitung der SED für Magdeburg herausgegeben und war seit 1952 Organ der SED-Bezirksleitung Magdeburg. Nachdem sich die Redaktion am 15. Januar 1990 von ihrem Herausgeber lossagte, wird sie in Eigenregie geschrieben. Eine Übereignung an die Belegschaft erfolgte nicht. Die SPD als früherer Eigentümer gab ihren Eigentumsanspruch auf, stattdessen nahm sie eine Beteiligung an der Dresdner Sächsischen Zeitung an.

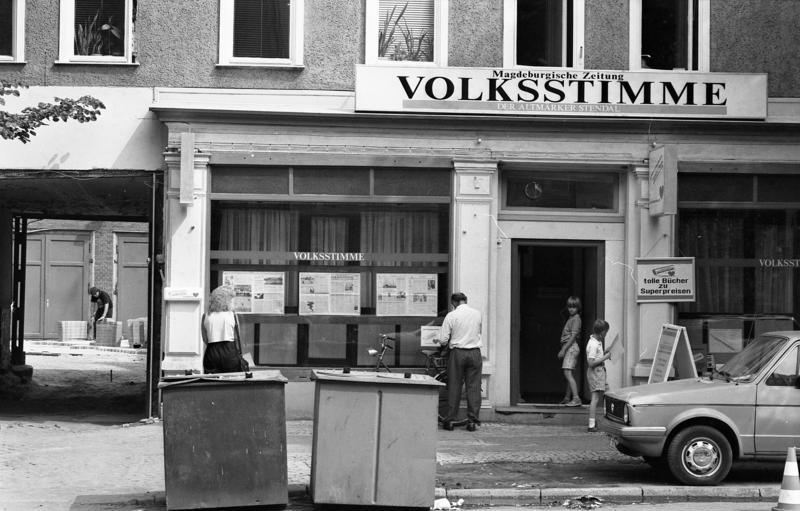
Verkaufsstelle in Stendal, 1991

Der Treuhandanstalt lagen im Jahr 1991 13 Gebote zur Privatisierung und Übernahme für die im früheren Magdeburger Pressehaus von Fritz Faber residierende Volksstimme vor, wo bis 1944 die Magdeburgische Zeitung, die im 17. Jahrhundert gegründete älteste fortlaufend erschienene Zeitung Deutschlands, produziert worden war. Die Volksstimme erschien seitdem bei der Magdeburger Verlags- und Druckhaus GmbH, einer hundertprozentigen Tochter der für ihre Programm- und Yellowpress-Blätter bekannten Bauer Verlagsgruppe Hamburg, der heutigen Bauer Media Group. Die Druckerei befindet sich seit Mitte der 1990er Jahre und die Mantelredaktion seit 1998 wenige Kilometer nördlich von Magdeburg in Barleben im Landkreis Börde. Mit dem Kauf der Mitteldeutschen Zeitung im Januar 2020 ging eine Umbenennung des Verlages in Mitteldeutsche Verlags- und Druckhaus GmbH einher.

## Auflage
Die Volksstimme hat in den vergangenen Jahren erheblich an Auflage eingebüßt. Die verkaufte Auflage ist in den vergangenen 10 Jahren um durchschnittlich 3,7 % pro Jahr gesunken. Im vergangenen Jahr hat sie um 4,4 % abgenommen. Sie beträgt gegenwärtig 123.607 Exemplare. Der Anteil der Abonnements an der verkauften Auflage liegt bei 87,8 Prozent.
| 1998   | 1999   | 2000   | 2001   | 2002   | 2003   | 2004   | 2005   | 2006   | 2007   | 2008   | 2009   | 2010   | 2011   | 2012   | 2013   | 2014   | 2015   | 2016   | 2017   | 2018   | 2019   | 2020   | 2021   | 2022   | 2023   | 2024   |
| ------ | ------ | ------ | ------ | ------ | ------ | ------ | ------ | ------ | ------ | ------ | ------ | ------ | ------ | ------ | ------ | ------ | ------ | ------ | ------ | ------ | ------ | ------ | ------ | ------ | ------ | ------ |
| 282653 | 276833 | 268421 | 259327 | 250115 | 242263 | 233234 | 225088 | 217427 | 211117 | 204702 | 197722 | 193698 | 190374 | 187606 | 183801 | 179306 | 173300 | 168091 | 161574 | 155430 | 150048 | 145434 | 142384 | 135792 | 129333 | 123607 |

## Lokalausgaben

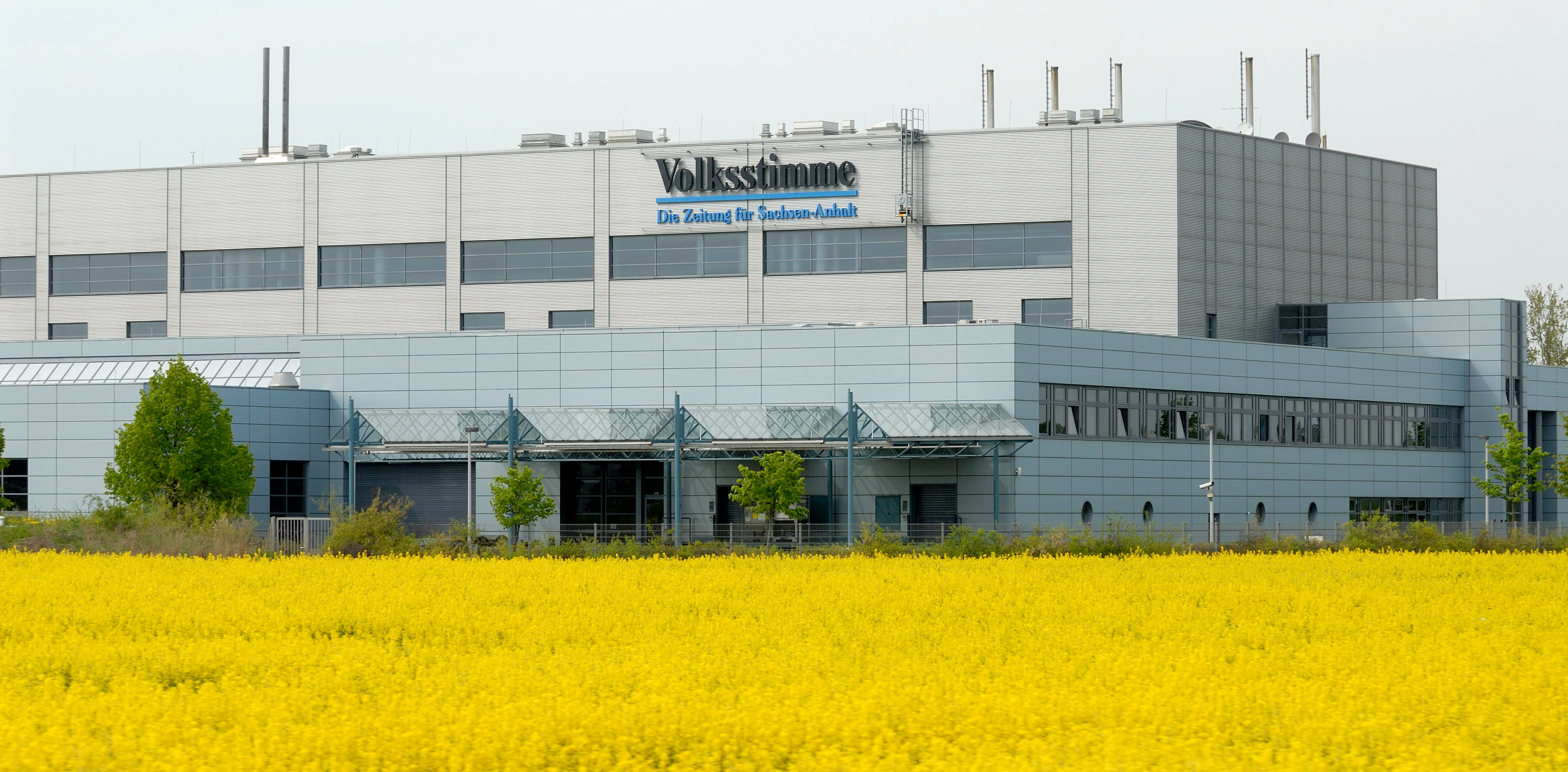
Das Druckzentrum der Volksstimme in Barleben

(als Kopfblätter)
- Salzwedeler Volksstimme
- Klötzer Volksstimme
- Gardelegener Volksstimme
- Havelberger Volksstimme
- Osterburger Volksstimme
- Stendaler Volksstimme
- Burger Volksstimme
- Genthiner Volksstimme
- Magdeburger Volksstimme
- Haldensleber Volksstimme
- Wolmirstedter Volksstimme
- Oschersleber Volksstimme
- Wanzleber Volksstimme
- Staßfurter Volksstimme
- Schönebecker Volksstimme
- Zerbster Volksstimme
- Halberstädter Volksstimme
- Harzer Volksstimme, Wernigerode

## Chefredakteure
Chefredakteure der Volksstimme (seit 1947):
| Zeitraum  | Name                                           |
| --------- | ---------------------------------------------- |
| 1947–1950 | Robert Büchner                                 |
| 1950–1953 | Arno Gropp                                     |
| 1953–1958 | Karl Jakobi                                    |
| 1958–1969 | Herbert Kopietz                                |
| 1969–1990 | Heinz Wiese                                    |
| 1990–1992 | Karl-Heinz Schwarzkopf                         |
| 1992–1994 | Reinhold Stimpert                              |
| 1994–1999 | Heinzgeorg Oette                               |
| 1999–2001 | Paul-Josef Raue                                |
| 2001–2010 | Franz Kadell                                   |
| 2010–2011 | Peter Wendt und Günther Tyllack; kommissarisch |
| 2011–2023 | Alois Kösters                                  |
| seit 2023 | Marc Rath                                      |